# Ашуров, Нигмат
Нигма́т Ашу́ров (тадж. Неъмат Ашӯров; 1904, к. Махрам, Кокандский уезд, Ферганская область, Туркестанский край, Российская империя — 17 октября 1973, Душанбе, Таджикская ССР, СССР) — советский таджикский государственный и партийный деятель. Входил в состав особой тройки НКВД СССР.

## Биография
Был учителем и директором школы в Таджикской АССР. Председатель Канибадамского районного Союза работников просвещения
Член ВКП(б) с 1927.

### Образование
С 1930 по 1934 — учился в Среднеазиатском коммунистическом университете.
С 1940 по 1941 — слушатель Высшей школы партийных организаторов при ЦК ВКП(б).
С 1947 по 1949 — слушатель Высшей партийной школы при ЦК ВКП(б).

### Трудовая деятельность
В 1934—1935 гг. был заместителем секретаря районного комитета Коммунистической Партии (большевиков) Таджикистана в Кулябе. В 1935—1937 годы был заместителем директора МТС в Таджикской ССР.
В 1937—1938 гг. — 1-й секретарь районного комитета КП(б) Таджикистана, в 1938—1940 — 2-й секретарь ЦК КП(б)Т. Этот период отмечен вхождением в состав особой тройки, созданной по приказу НКВД СССР от 30.07.1937 № 00447 и активным участием в сталинских репрессиях.
С 13 июля 1938 года — председатель Верховного Совета Таджикской ССР. В 1940—1941 годы был слушателем Высшей школы партийных организаторов при ЦК ВКП(б).
С 20 марта 1941 до 1942 был секретарем ЦК КП(б)Т по вопросам промышленности и транспорта, а 1942—1945 годы — третий секретарь ЦК КП(б)Т.
С марта 1945 по январь 1947 года был 1-м секретарем Курган-Тюбинского областного комитета КП(б)Т.
С июля по декабрь 1949 — первый секретарь Горно-Бадахшанский обкома КП(б) Таджикистана.
С декабря 1949 по июнь 1953 — министр мясной и молочной промышленности Таджикской ССР.
С июня по ноябрь 1953 — заместитель министра сельского хозяйства и закупок Таджикской ССР.
С ноября 1953 по 1954 — министр жилищно-коммунального хозяйства Таджикской ССР.
В июне 1960 года вышел в отставку по состоянию здоровья.
С августа 1960 года по ноябрь 1961 — директор Канибадамского завода металлических изделий Таджикской ССР.
С ноября 1961 года — начальник отдела газификации Министерства коммунального хозяйства Таджикской ССР.

## Награды
- Орден Ленина (17 ноября 1939)
- Орден Трудового Красного Знамени (дважды)
- Орден Знак Почета
- 2 медали